# Schlusser
Schlusser és una concentració de població designada pel cens dels Estats Units a l'estat de Pennsilvània. Segons el cens del 2000 tenia 4.750 habitants.

## Demografia
Segons el cens del 2000, Schlusser tenia 4.750 habitants, 1.953 habitatges, i 1.384 famílies. La densitat de població era de 623,8 habitants/km².
Dels 1.953 habitatges en un 31,4% hi vivien nens de menys de 18 anys, en un 58,3% hi vivien parelles casades, en un 9,5% dones solteres, i en un 29,1% no eren unitats familiars. En el 23,7% dels habitatges hi vivien persones soles el 7,2% de les quals corresponia a persones de 65 anys o més que vivien soles. El nombre mitjà de persones vivint en cada habitatge era de 2,43 i el nombre mitjà de persones que vivien en cada família era de 2,86.
Per edats la població es repartia de la següent manera: un 22,5% tenia menys de 18 anys, un 7,4% entre 18 i 24, un 31,6% entre 25 i 44, un 27,1% de 45 a 60 i un 11,5% 65 anys o més.
L'edat mediana era de 38 anys. Per cada 100 dones de 18 o més anys hi havia 90,3 homes.
La renda mediana per habitatge era de 49.299 $ i la renda mediana per família de 55.616 $. Els homes tenien una renda mediana de 36.279 $ mentre que les dones 28.099 $. La renda per capita de la població era de 22.084 $. Entorn de l'1,2% de les famílies i el 2% de la població estaven per davall del llindar de pobresa.

## Poblacions més properes
El següent diagrama mostra les poblacions més properes.